# John James Ward
John James Ward (* 28. September 1920 in Los Angeles; † 10. Januar 2011 in Culver City) war römisch-katholischer Weihbischof in Los Angeles.

## Leben
Der Sohn irischer Einwanderer trat im Jahr 1940 in das St. John's-Priesterseminar in Camarillo ein. Am 4. Mai 1946 empfing John James Ward von Erzbischof John Cantwell die Priesterweihe. Von 1949 bis 1952 studierte er an der Katholischen Universität von Amerika in Washington, D.C. und erwarb das Lizentiat in Kirchenrecht.
Papst Paul VI. ernannte ihn am 16. Oktober 1963 zum Titularbischof von Bria und bestellte ihn zum Weihbischof in Los Angeles. Der Erzbischof von Los Angeles, James Francis Aloysius Kardinal McIntyre, spendete ihm am 12. Dezember desselben Jahres die Bischofsweihe; Mitkonsekratoren waren Joseph Thomas McGucken, Erzbischof von San Francisco, und Alden John Bell, Bischof von Sacramento. Ward nahm als Konzilsvater an der dritten und vierten Sitzungsperiode des Zweiten Vatikanischen Konzils teil.
Am 7. Mai 1996 nahm Papst Johannes Paul II. seinen altersbedingten Rücktritt an und ernannte ihn am 15. Juni 1996 zum Titularbischof von California. Er war mit fast 33 Amtsjahren der am längsten aktive Weihbischof in den USA.
John Ward war Komtur mit Stern (KC*HS) des Ritterordens vom Heiligen Grab zu Jerusalem.